# Campionati europei di tuffi 2019 - Trampolino 3 metri femminile
La gara dal trampolino 3m femminile ai campionati europei di tuffi 2019 si è svolta l'8 agosto 2019, presso la Sport Arena Liko di Kiev. Al mattino si sono disputati i preliminari a cui hanno preso parte 22 atlete, mentre nel pomeriggio si è svolta la finale.

## Medaglie
| Posizione | Atlete            | Paese       |
| --------- | ----------------- | ----------- |
| Oro       | Inge Jansen       | Paesi Bassi |
| Argento   | Kristina Il'inych | Russia      |
| Bronzo    | Tina Punzel       | Germania    |

## Risultati
| Pos. | Atlete               | Nazionalità   | Preliminari | Preliminari | Finale | Finale |
| Pos. | Atlete               | Nazionalità   | Punti       | Pos.        | Punti  | Pos.   |
| ---- | -------------------- | ------------- | ----------- | ----------- | ------ | ------ |
|      | Inge Jansen          | Paesi Bassi   | 283.80      | 3           | 293.85 | 1      |
|      | Kristina Il'inych    | Russia        | 289.75      | 1           | 292.60 | 2      |
|      | Tina Punzel          | Germania      | 283.45      | 5           | 290.15 | 3      |
| 4    | Viktorija Kesar      | Ucraina       | 278.10      | 6           | 279.40 | 4      |
| 5    | Michelle Heimberg    | Svizzera      | 283.80      | 3           | 277.50 | 5      |
| 6    | Chiara Pellacani     | Italia        | 271.65      | 7           | 264.30 | 6      |
| 7    | Emma G-Gullstrand    | Svezia        | 252.30      | 11          | 250.80 | 7      |
| 8    | Jessica Favre        | Svizzera      | 261.45      | 9           | 249.35 | 8      |
| 9    | Olena Fedorova       | Ucraina       | 246.10      | 12          | 249.00 | 9      |
| 10   | Katherine Torrance   | Gran Bretagna | 288.45      | 2           | 244.80 | 10     |
| 11   | Ul'jana Kljueva      | Russia        | 268.95      | 8           | 244.35 | 11     |
| 12   | Alena Khamulkina     | Bielorussia   | 261.15      | 10          | 186.90 | 12     |
| 13   | Clare Cryan          | Irlanda       | 237.65      | 13          |        |        |
| 14   | Scarlett Mew-Jensen  | Gran Bretagna | 235.05      | 14          |        |        |
| 15   | Emilia Nilsson Garip | Svezia        | 234.60      | 15          |        |        |
| 16   | Lena Hentschel       | Germania      | 234.00      | 16          |        |        |
| 17   | Lauren Hallaselkä    | Finlandia     | 221.90      | 17          |        |        |
| 18   | Elena Bertocchi      | Italia        | 217.95      | 18          |        |        |
| 19   | Valeria Antolino     | Spagna        | 216.55      | 19          |        |        |
| 20   | Kaja Skrzek          | Polonia       | 205.40      | 20          |        |        |
| 21   | Helle Tuxen          | Norvegia      | 202.95      | 21          |        |        |
| 22   | Nea Immonen          | Finlandia     | 175.20      | 22          |        |        |